# Nicholas Krushenick
Nicholas Krushenick (31. května 1929 Bronx – 5. února 1999 New York) byl americký abstraktní malíř. Malířství studoval na Art Students League v New Yorku. První sólovou výstavu měl v roce 1957 v New Yorku. Kromě Spojených států měl později výstavy také například v Düsseldorfu, Paříži či Basileji. V roce 1992 proběhla v Stamford Museum & Nature Center velká retrospektivní výstava jeho díla. Dlouhodobě působil jako profesor na Marylandské univerzitě (1977–1991). Zemřel na rakovinu jater.